# Árran
Árran (луле-саам.) — луле-саамский культурный центр на севере Норвегии. Находится в посёлке Драг в коммуне Тюсфьорд провинции (фюльке) Нурланн. Начал действовать в 1994 году.

## Деятельность
Своей целью культурный центр Árran объявил развитие и сохранение луле-саамского языка и саамской культуры.
Árran занимается изданием книг, проводит научные исследования. При центре действуют обучающие курсы луле-саамского языка, которые существуют как в очной форме, так и в форме видеоконференций. В стадии разработки находится крупный проект Sámasta — онлайн-курс луле-саамского языка. С 1999 года культурным центром издаётся научно-популярный журнал Bårjås, в котором публикуются статьи на луле-саамском, норвежском и шведском языках (у статей на норвежском и шведском имеются анонсы на луле-саамском).
На территории Центра действует детский сад, основным языком общения в котором является луле-саамский.
При Центре работает музей. Имеется сувенирный магазин.